# Leptojulis
Leptojulis  es un género de peces de la familia de los Labridae y del orden de los Perciformes.

## Especies
De acuerdo con FishBase:
- Leptojulis chrysotaenia Randall y Ferraris, 1981
- Leptojulis cyanopleura (Bleeker, 1853)
- Leptojulis lambdastigma Randall y Ferraris, 1981
- Leptojulis polylepis Randall, 1996
- Leptojulis urostigma Randall, 1996